# Bamona carolinae
Bamona carolinae är en skalbaggsart som beskrevs av Thomas Casey 1906. Bamona carolinae ingår i släktet Bamona och familjen kortvingar. Inga underarter finns listade i Catalogue of Life.